# 京成600形電車
京成600形電車（けいせい600がたでんしゃ）は、かつて京成電鉄に在籍した通勤形電車である。

## 概要
1948年（昭和23年）、帝國車輛工業で10両（モハ601 - 610）が製造された。
この車両は戦後混乱期に、運輸省の「私鉄郊外電車設計要領」に基づいた規格型車両として設計された。そのため、戦前からの京成車両の伝統だった前後非対称の客用扉配置は用いられなかった。当然、窓配置もdD5D5Dd（dは乗務員扉、Dは客用扉、数字は窓の個数を示す）である。また、京成の新造車両としては初めて全室式乗務員室が設置された。なお、車体寸法自体は200形そのもの(16.3×2.6m)であった。
モーターは東洋電機製造製TDK-553型を装備し、台車は帝國車輛製イコライザー方式のUD-18型が採用された。1959年（昭和34年）10月～11月に行われた標準軌1,435mmへの改軌に際しては、他の旧型車の多く（200形、510形等）が新造の住友金属工業製FS-28型ウィングバネ台車等に変更された中で、当形式は改軌を考慮して台車が長軸仕様であった。なお、台車変更はされなかった。
その後1962年（昭和37年）- 1964年（昭和39年）に張り上げ屋根の全金属製車体（2100形等と同系）(16.5×2.7m)に更新され、同時に片運転台に統一された。当初の更新車体は在来車同様に前面のアンチクライマーは大型のものを一基装備していたが、最後に登場した3両（602・607・609）はアンチクライマーが左右二基に分かれ、このスタイルが次に更新される220形に引き継がれた。
1968年（昭和43年）、末尾の609・610の2両が新京成電鉄に譲渡された。他の車両は1970年（昭和45年）- 1971年（昭和46年）にモーター（東洋電機⇒東芝SE形）、台車（UD⇒3H-67形）が交換され、1971年～1972年（昭和47年）にはパンタグラフの変更や電動発電機の交流化等が行われたが、3500形の増備などで1973年（昭和48年）9月に営業運転を終了し廃車された。新京成に譲渡された609・610は1981年（昭和56年）6月に廃車されている。